# 길잃음
길잃음은 사람이나 동물이 공간 기준(spatial reference)을 상실하는 현상이다. 이 상황은 방향 감각 상실과 공간적 요소라는 두 가지 요소로 구성된다.

## 과정

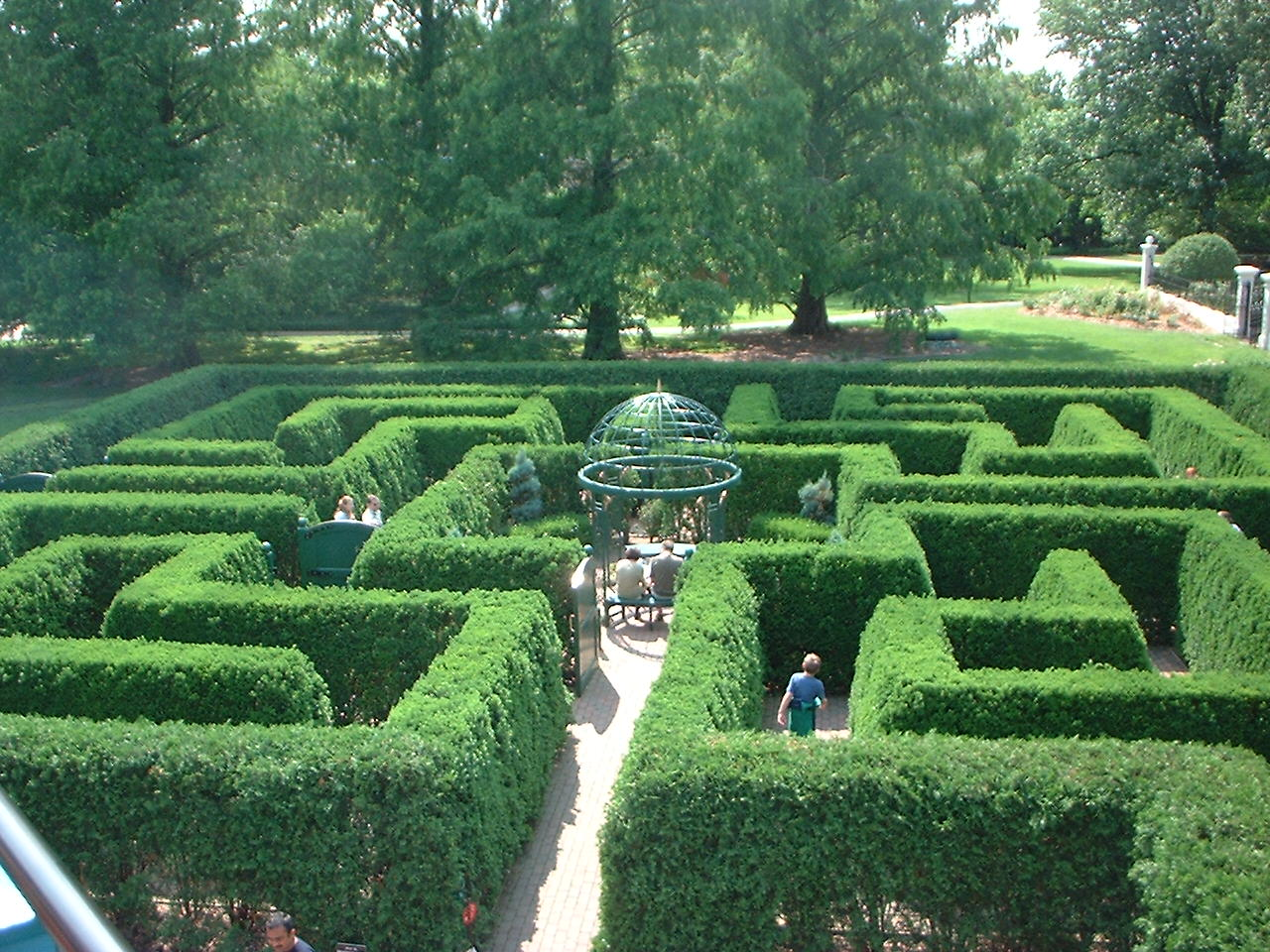
미로에서 길을 잃을 수 있다.

심리학과 신경과학은 길을 잃기 전, 도중, 후에 일어나는 근본적인 과정을 이해하는 데 도움이 된다. 길을 잃는 것은 인간의 길 찾기와 인지적, 환경적 요인이 중요한 역할을 하는 행동지리학의 한 측면이다. 성공적인 여행을 위해서는 출발지와 목적지를 식별하고, 회전 각도를 결정하고, 구간 길이와 이동 방향을 식별하고, 경로 및 먼 랜드마크를 인식할 수 있어야 한다. 이 정보는 목적지(이전에 알려졌거나 알려지지 않은)에 도달하거나 방황 후 본거지로 돌아가도록 설계된 코스를 계획하는 데 필요하다. 목적지가 알려져 있지만 출발지까지 경로, 도로 또는 트랙으로 직접 연결되어 있지 않은 경우 성공적인 여행에는 검색 및 탐색, 위치의 공간 업데이트, 친숙한 랜드마크 찾기, 구간 길이 인식 및 순서 지정, 기준틀 식별이 포함될 수 있다. 인간의 움직임은 종종 외부 보조 장치(지도 제작 지도, 차트, 나침반, 보수계 등)에 의해 안내된다.
길잃음은 어린이(아직 방향을 유지하기 위한 도구와 전략이 아직 발달되지 않은)와 노인, 특히 치매를 경험하는 노인에게 문제가 된다. 이러한 사람들은 "자신이 사는 지역 상점을 찾으려고 노력하는 동안 길을 잃을 수 있다. 기억력이 감퇴되기 때문에 상점이 어디에 있는지, 어디에 사는지, 애초에 집에서 나간 이유를 잊어버릴 수 있습니다". 치매를 앓고 있는 사람들은 또한 시야가 좋지 않은 조건에서 더 쉽게 길을 잃는다. 그 이유는 마음이 랜드마크 누락에 대한 단서를 적절하게 채우지 못하기 때문이다. 낯선 지형에서 길을 잃으면 건강한 정신을 가진 성인이라도 당황하게 되고 무심코 상황을 더욱 악화시키는 행동을 하게 될 수 있다.